# Ev’rything’s Coming Up Dusty
| Оценки критиков               | Оценки критиков |
| Источник                      | Оценка          |
| ----------------------------- | --------------- |
| AllMusic                      | [ 1 ]           |
| Encyclopedia of Popular Music | [ 2 ]           |

Ev’rything’s Coming Up Dusty — второй студийный альбом британской певицы Дасти Спрингфилд, выпущенный 8 октября 1965 года на лейбле Philips Records.

## Список композиций
| №  | Название                         | Автор(ы)                    | Длительность |
| -- | -------------------------------- | --------------------------- | ------------ |
| 1. | «Won’t Be Long»                  | Дж. Лесли Макфарланд        | 3:20         |
| 2. | «Oh No! Not My Baby»             | Джерри Гоффин, Кэрол Кинг   | 2:45         |
| 3. | «Long After Tonight Is All Over» | Берт Бакарак, Хэл Дэвис     | 2:37         |
| 4. | «La Bamba»                       | народная                    | 2:34         |
| 5. | «Who Can I Turn To?»             | Энтони Ньюли, Лесли Брикасс | 3:23         |
| 6. | «Doodlin’»                       | Хорас Сильвер, Джо Хендрикс | 2:46         |

| №  | Название                         | Автор(ы)                     | Длительность |
| -- | -------------------------------- | ---------------------------- | ------------ |
| 1. | «If It Don’t Work Out»           | Род Арджент                  | 2:42         |
| 2. | «That’s How Heartaches Are Made» | Бен Балей, Боб Холли         | 2:44         |
| 3. | «It Was Easier To Hurt Him»      | Берт Расселл, Джерри Раговой | 2:42         |
| 4. | «I’ve Been Wrong Before»         | Рэнди Ньюман                 | 2:21         |
| 5. | «I Can’t Hear You»               | Джерри Гоффин, Кэрол Кинг    | 2:25         |
| 6. | «I Had A Talk With My Man»       | Билл Дейвис, Ленни Кастон    | 2:53         |
| 7. | «Packin' Up»                     | Мардж Хендрикс               | 2:02         |

## Чарты
| Чарт (1965)                      | Высшая позиция |
| -------------------------------- | -------------- |
| Великобритания (UK Albums Chart) | 6              |